# Mario Irrek
Mario Irrek (* 3. November 1968 in Haan) ist ein deutscher Schauspieler.

## Leben
Mario Irrek bewegte sich als Teenager in der Düsseldorfer Punkszene und lernte dort die Mitglieder der Band Die Toten Hosen kennen. Seinen ersten Auftritt vor der Kamera hatte Irrek 1983 im Videoclip zu ihrem Lied Eisgekühlter Bommerlunder.
Im Jahr 1985 wurde er mit 16 Jahren als Laienschauspieler für den Film Verlierer von Bernd Schadewald besetzt. Er erhielt die Hauptrolle als „Mücke“ neben Ralf Richter und Campino. Durch diese Arbeit entdeckte er seine Leidenschaft zur Schauspielerei.
Ohne schauspielerische Ausbildung besetzte Bernd Schadewald Irrek für zwei weitere Rollen, zunächst 1986 für eine Rolle in der Folge Voll auf Haß der Fernsehreihe Tatort, sieben Jahre später dann für einen Part im Fernsehfilm Schicksalsspiel. Weitere Rollen in Kino- und Fernsehfilmen folgten. Wiederholt stand Irrek auch unter der Regie von Volker Schlöndorff vor der Kamera, darunter Die Stille nach dem Schuss (2000) und Das Meer am Morgen (2011).

## Hörspiele (Auswahl)
- 2009: Siggi Huch: Bitterer Ernst  - Regie: Burkhard Ax

## Filmografie (Auswahl)
| - 1986: Verlierer, Regie: Bernd Schadewald - 1987: Tatort – Voll auf Haß, Regie: Bernd Schadewald - 1988: Liebling Kreuzberg – Die Fehler der Anderen, Regie: Werner Masten - 1991: Manta – Der Film, Regie: Peter Timm - 1992: Geschichten aus der Heimat (Fernsehserie, Episode: Augenblick der Wahrheit) - 1993: Schicksalsspiel, Regie: Bernd Schadewald - 1994: Der Fahnder – Sascha, Regie: Peter Adam - 1996: Alle haben geschwiegen, Regie: Norbert Kückelmann (Fernsehfilm) - 1996: Eldorado, Regie: Rüdiger Nüchtern (Fernsehfilm) - 1997: Wilde Zeiten (Fernsehserie) - 1997 Alarm für Cobra 11 - Crash - 1998: Cascadeur – Die Jagd nach dem Bernsteinzimmer - 1999: Holsteinlovers, Regie: Uwe Janson (Fernsehfilm) - 1999: Lola und Bilidikid, Regie: Kutuluk Ataman - 1999: Die Kommissarin – Abgestempelt, Regie: Charly Weller - 2000: Die Stille nach dem Schuss, Regie: Volker Schlöndorff - 2001: Null Uhr 12, Regie: Bernd Michael Lade - 2002: Ten Minutes Older: The Cello (Kurzfilmsammlung), Film: Erleuchtung, Regie: Volker Schlöndorff - 2002: Wenn die Liebe verloren geht, Regie: Tom Toelle (Fernsehfilm) | - 2003: Tatort – Rotkäppchen, Regie: Hajo Gies - 2003: Wer küsst schon einen Leguan?, Regie: Karola Hattop - 2004: Judith Kemp, Regie: Helmut Metzger - 2004: Ein Fall für zwei, Episode 219 Karriere um jeden Preis - 2005: Dialog auf dem Olymp, Albert Einstein Ausstellung, Berlin - 2007: Der Letzte macht das Licht aus!, Regie: Clemens Schönborn - 2007: Death Proof – Todsicher, Synchronstimme von Quentin Tarantino - 2008: Küsse à la carte, Regie: Dietmar Klein (Fernsehfilm) - 2009: Vulkan - 2010: Tatort – Leben gegen Leben, Regie: Nils Willbrandt - 2011: Die Pfefferkörner – Hochzeit in Gefahr, Regie: Andrea Katzenberger - 2011: Kommissar Stolberg – Abgezockt - 2011: Das Meer am Morgen, Regie: Volker Schlöndorff - 2011: Spreewaldkrimi – Die Tränen der Fische - 2015: MoTrip – „Wie ein Dealer“ (Musikvideo), Regie: Daniel Harder - 2015: Die Hebamme II, Regie: Hannu Salonen - 2016: Hubert und Staller, Regie: Sebastian Sorger - 2016: Die Büffel sind los!, Regie: Tomy Wigand - 2019: Weingut Wader (Fernsehserie, 2 Folgen) - 2023: Real Fight |